# Úrvalsdeild kvenna
För volleybollserien Úrvalsdeild kvenna, se Úrvalsdeild kvenna (volleyboll)
För handbollsserien Úrvalsdeild kvenna, se Úrvalsdeild kvenna (handboll)
Úrvalsdeild kvenna, eller pepsideild kvenna efter ligasponsorn Pepsi, är den högsta fotbollsdivisionen för kvinnor på Island.
Ligan spelas från maj till slutet av september månad varje år och består av 10 lag. Lagen spelar en hemmamatch och en bortamatch mot alla lag och man spelar 18 matcher under säsongen. Vinnaren får spela i UEFA Women's Champions League och tvåan kvalificerar sig för spel i Europa League.

## Tidigare vinnare
| - 1972: FH Hafnarfjörður - 1973: Ármann Reykjavík - 1974: FH Hafnarfjörður - 1975: FH Hafnarfjörður - 1976: FH Hafnarfjörður - 1977: Breiðablik - 1978: Valur - 1979: Breiðablik - 1980: Breiðablik - 1981: Breiðablik - 1982: Breiðablik - 1983: Breiðablik - 1984: ÍA Akranes - 1985: ÍA Akranes - 1986: Valur - 1987: ÍA Akranes - 1988: Valur - 1989: Valur - 1990: Breiðablik - 1991: Breiðablik | - 1992: Breiðablik - 1993: KR Reykjavík - 1994: Breiðablik - 1995: Breiðablik - 1996: Breiðablik - 1997: KR Reykjavík - 1998: KR Reykjavík - 1999: KR Reykjavík - 2000: Breiðablik - 2001: Breiðablik - 2002: KR Reykjavík - 2003: KR Reykjavík - 2004: Valur - 2005: Breiðablik - 2006: Valur - 2007: Valur - 2008: Valur - 2009: Valur - 2010: Valur - 2011: Stjarnan | - 2012: Þór/KA - 2013: Stjarnan - 2014: Stjarnan - 2015: Breiðablik - 2016: Stjarnan - 2017: Þór/KA - 2018: Breiðablik - 2019: Valur - 2020: Breiðablik - 2021: Valur - 2022: Valur - 2023: Valur - 2024: Breiðablik |

## Flest segrar
| Klubb            | Antal titlar |
| ---------------- | ------------ |
| Breiðablik       | 19           |
| Valur            | 14           |
| KR Reykjavík     | 6            |
| FH Hafnarfjörður | 4            |
| ÍA Akranes       | 3            |
| Ármann Reykjavík | 1            |
| Stjarnan         | 4            |
| Þór/KA           | 2            |